# NGC 1312
NGC 1312 је двојна звезда у сазвежђу Бик која се налази на NGC листи објеката дубоког неба.
Деклинација објекта је + 1° 11' 4" а ректасцензија 3h 23m 41,8s. Привидна величина (магнитуда) објекта NGC 1312 износи 12,8.